# Cóbdar
Cóbdar este un municipiu în provincia Almería, Andaluzia, Spania, cu o populație de 222 locuitori și o suprafață de 32 km2.

## Localizare
Coordonatele sale geografice sunt: 37º 15' N, 2º 12' V.
Este situat la o altitudine de 605 și la 76 km de capitala provinciei, Almería.